# Мічурін (фільм)
«Мічурін» (рос. «Мичурин»; інша назва: «Життя в цвіту») — російський радянський художній кінофільм, знятий українськими режисерами Олександром Довженко і Юлією Солнцевою (співрежисер). Перший кольоровий фільм Олександра Довженка.Фільм вийшов на екрани 1 січня 1949 року.
Фільм зображає шлях російського біолога-селекціонера, агронома Івана Мічуріна до визнання. Не знайшовши підтримки в царської Росії, але знаменитий за кордоном, він наполегливо працює над виведенням нових сортів рослин, щоб перетворити батьківщину на країну садів. Більшовицька влада стає його опорою для здійснення цієї мрії та здобуття заслуженої слави.

## Сюжет
Дія починається в дореволюційній Росії. До Мічуріна приїжджає американський професор Майєрс. Спершу він сприймає скромно одягненого Мічуріна, який рубає дрова, за слугу. Потім Майєрс дивується, що у відомого вченого такий малий сад. Мічурін показує виведену ним лілію, вражений американець пропонує роботу в Америці. Проте Мічурін відмовляється, щоб трудитися на благо батьківщини і радить повернутися через 20 років. Місцеві вельможі обурені тим, що американець цікавиться не ними, а агрономом.
Мічуріну привозять зразки рослин з Уралу, в цей час з саду місцеві діти крадуть яблука. Сторож Терентій проганяє їх і ловить одного хлопчика. Мічурін не карає малого злодія, а кличе пити чай. Згодом до нього приходить місцевий священник Христофор, щоб той поремонтував йому годинник. Священник, прочитавши книгу Чарльза Дарвіна, сумнівається в своїй вірі. Але потім він сперечається з Мічуріним, вважаючи виведення ним нових сортів рослин гріховним втручанням у Божу справу.
Мічурін мріє схрестити мигдаль з персиком, але розуміє, що потрібен проміжний сорт, на виведення якого піде багато років. Він картає себе за те, що не був досить прозорливим, але його підтримує дружина, котра допомагає в саду. Удвох вони переносять сад на інший ґрунт, проте більшість саджанців гине. Мічурін вирішує попросити державних субсидій у департаменті землеробства. Чиновники йому відмовляють, вважаючи селекцію марним заняттям, а самого Мічуріна — недовченим вискочкою. За нього заступається інспектор Марфін, але і його слова не переконують чиновників. Потім Марфін в колі учених виголошує промову з нагоди Нового року — початку XX століття. Мічурін на святкуванні розповідає про свою мрію — керувати еволюцією, пришвидшувати її завдяки селекції в багато разів.
Занурений в роботу, Мічурін не помічає хвороби своєї дружини, яка невдовзі помирає. Мічурін пригадує невиконані обіцянки, які давав їй у молодості та спільну мрію перетворити Росію на країну садів. Священник Христофор зі свою родиною та гостем-поліцієм позаочі говорять про Мічуріна як скнару та самодура. Потім заняття Мічуріна обговорює з чиновниками справник Хрєнов. До них приєднується селекціонер Євген Карташов, науковий суперник Мічуріна.
Революцію Мічурін приймає з ентузіазмом, хоча в його саду дехто і вбачає пережиток панського минулого. Для допомоги Мічуріну присилають Карташова та видають 250 тисяч рублів. Між двома селекцінерами панує непорозуміння, Карташов не вірить в реальність виведених Мічуріним сортів і гібридів плодових дерев. Однак наполегливість Мічуріна, підкріплена радянським фінансуванням, наближає його мрію створити сади, здатні рости в Сибіру. Його відвідує молодий чоловік Лєсніцький, який колись хлопчиком крав у саду яблука, а тепер утілює задум Мічуріна, як багато хто з радянської молоді. Мічурін здобуває визнання, його запрошує в Москву сам Ленін, але Мічурін вважає себе надто старим і запрошує Леніна до себе. Проте Ленін помирає, Мічурін лише сподівається, що молоде покоління продовжить його справу перетворення Росії.
На честь Мічуріна називають місто, в гості до селекціонера приїжджають студенти, натхненні його працею. Мічурін уникає публічної слави, але приєднується до святкового параду, щоб бути з народом, на благо якого трудився все життя.

## Знімальна група
- Режисер: Олександр Довженко, Юлія Солнцева (співрежисер)
- Сценарист: Олександр Довженко
- Оператор: Леонід Косматов (спільно з Ю. Куном)
- Звукорежисер: Микола Тимарцев
- Художники-постановники: Михайло Богданов, Генадій М'ясников
- Композитор: Дмитро Шостакович

## Актори

Григорій Бєлов у ролі Івана Мічуріна, фільм Мічурін (1948)

- Григорій Бєлов — Іван Мічурін
- Олександра Васильєва — Олександра Мічуріна
- Володимир Соловйов — Михайло Калінін
- Микола Шамін — сторож Терентій
- Григорьєв Федір — Карташов
- Володимир Ісаєв — Маєрс
- Сергій Ценін — Берд
- Юрій Любимов — перекладач
- Алла Ларіонова — помічниця Мічуріна
- Георгій Георгіу — царський чиновник
- Клара Лучко — гостя на святкуванні Нового року
- Костянтин Нассонов — отець Христофор
- Іван Назаров — поштар
- Геннадій Пєчніков — Лєсніцький
- Михайло Жаров — Хрєнов
- Сергій Бондарчук — гість з Уралу
- Віктор Хохряков — Рябов
- Андрій Петров — Мєшков, голова виконкому

## Створення
Фільм під робочою назвою «Життя в цвіту» Довженко задумав ще в 1944 році. Проте на догоду ідеологічним принципам стрічка була перероблена в фільм «Мічурін». Фільм багато разів коригувався й перемонтовувався, в спробах задовольнити вимоги цензури. Проте, на відміну від «Щорса», «Мічурін» був меншим творчим компромісом. Режисер писав у 1944 році: «З великою приємністю працюю над літературним сценарієм “Мічурін”. Я розпочав сю роботу перед війною і зараз повернувся до неї як до теплої рідної хати. Се ніби не в’яжеться трохи з моїм “націоналізмом”. Адже се тема руська, про руський народ, проте я думаю, що мені не заборонять писати про його добре, люблячи палко і свій народ».
В останні роки життя Довженко відмовився від властивих його фільмам раніше натуралізму та побутовості. Під час роботи над фільмом «Мічурін», своїм першим кольоровим фільмом, у 1947 році Довженко записав у своєму щоденнику: «Весь час на різних художніх радах порівнюють кольорове кіно з малярством. Невірне, поверхове порівняння. Малярство статичне. Колір в кіно процесуальний, динамічний. Він існує в стані невпинного руху. Отже, колір ближче до музики, ніж до малярства. Він є — зорова музика». У фільмі «Мічурін» Довженко застосував активний пейзаж, оскільки сам Мічурін нерозривно пов'язаний з природою, і вона в кадрі реагує на драматичні події в його житті. В пошуках актора на головну роль Довженко переглянув понад 10 кандидатур, але зупинився на Григорієві Бєловому, котрий досі не знімався в кіно. Проте режисер постановив, що Бєлов найкраще відповідає ролі, позаяк має не тільки зовнішню схожість з Мічуріним, а й стриманість і скромність, яку він бажав висвітлити в видатному агрономі.

## Оцінки
На думку деяких критиків, в результаті перемонтажів з фільму вийшла безпорадна робота, яка не містить нічого крім пропагандистського пафосу. Інші критики стверджували, що незважаючи на переробки згідно з радянською ідеологією, фільм  вийшов талановитим.
Юрій Тимошенко у 1964 році писав, звертаючись до вже померлого Довженка: «…Вчора четвертий раз дивився „Мічуріна“ і як всі попередні три рази прийшов додому розгублений і спантеличений величчю вашого таланту».

## Премії та нагороди
- 1949 — МКФ у м. Готвальдове («Премія праці» — Олександр Довженко)
- 1949 — МКФ у Маріанських Лазнях (Премія за найліпший кольоровий фільм — Олександр Довженко)
- 1949 — Сталінська премія (II ступеня — Олександр Довженко, Юлія Солнцева)
- 1949 — Сталінська премія (Леонід Косматов)